# 廣東美術館
广东美术馆（英語：Guangdong Museum of Art，简称GDMOA），是中国广东省一所大型现代多功能艺术博物馆，隶属于广东省文化和旅游厅。广东美术馆于1997年开馆，是首批国家重点美术馆，拥有广州二沙岛和白鹅潭两大馆区。

## 历史
改革开放后，广东美术界缺乏大型展览场馆，需要向省内其他图书馆、博物馆甚至高校租借场地。1983年，中国美术家协会广东分会提出了“争取两三年内建成‘广东省美术展览厅’”的计划。1985年7月18日，广东省美术家协会公布《筹建广东艺术博览中心倡议书》，正式公开提出“希望有一个可以展览、收藏、存储广东美术艺术品的场馆”。在各方呼吁和支持下，1988年，广东美术馆项目正式立项，选址广州二沙岛，由广州市设计院设计，1990年12月28日奠基，整个建馆工程前后追加了七次投资，预算从2900万追加到1.4亿元。历经七年建设，广东美术馆于1997年11月28日建成开馆，是二沙岛最早建成的公共建筑。
2002年起，广东美术馆自主创立并举办的“广州三年展”，成为华南地区最大的艺术盛事之一，在国内外享有较高的影响力。
2011年，由于馆区不敷使用，广东美术馆开始筹备改扩建，有关部门提出四种方案，其中一个方案为在二沙岛原址基础上拆除部分设施重建，建筑面积预计将从目前的2.1万平方米扩大至4万平方米，展厅面积也将由现在的7800平方米增至2万平方米左右。2018年，广东省决定将广东美术馆新馆迁至白鹅潭大湾区艺术中心，2024年5月1日，位于“白鹅潭大湾区艺术中心”的广东美术馆新馆正式对外开放，广东美术馆形成“一馆两区”格局，两馆将错位协调发展。

## 馆区

### 二沙岛馆区
二沙岛馆区位于广州越秀区二沙岛烟雨路，曾被列入首批广州市改革开放优秀建筑名单。馆内建筑面积约2.2万平方米，共设有12个展厅，展厅面积约8000平方米，另有能容纳300人的现代化多功能学术厅，可用于国际学术交流和影视放送，还有大面积的教育功能区以及配套的综合服务设施。
白鹅潭馆区建成后，二沙岛馆区改为广东近现代美术史研究的重要基地，同时注重艺术品保护和修复工作。

### 白鹅潭馆区
白鹅潭馆区位于广州白鹅潭大湾区艺术中心东部，建筑面积6.5万平方米、展陈面积2.5万平方米，拥有21个展厅和广阔的公共艺术区域，该馆区主要展出国内外当代艺术作品。广州三年展、广州影像三年展、广州设计三年展等广东美术馆重要的大型的国际性展览都会在此举办。

## 展览

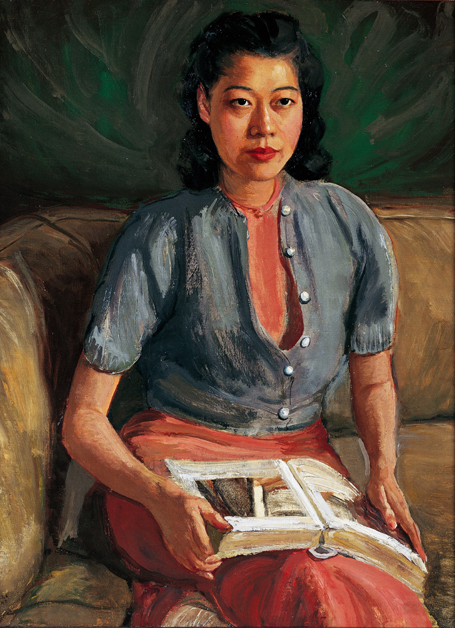
廣東美術館藏《劉素薇肖像》

广东美术馆的展出以中国近现代沿海美术、海外华人美术和当代广东美术为主，注重对广东当地美术、现当代美术的整理和收藏。广东美术馆集中收藏了岭南画派代表艺术家，如高剑父、陈树人、高奇峰、黄少强、关山月、杨之光、林墉等20多位画家的作品；举办过“赵无极60年回顾展”、“毕加索版画展”、“亨利·摩尔雕塑艺术”、“陈正雄绘画50年回顾展”、“朱德群、丁雄泉版画联展”等海内外艺术大师作品展，以及“大象无形·当代华人抽象艺术展”、“距离——当代艺术邀请展”、“亚洲国际艺术展”、“新状态系列展”、“中国实验水墨二十年”，2005年及2007年“广州国际摄影双年展”等一系列关注当代艺术和本土创作的展览。同时，举办了“广东历代书法展览”，“现实关怀与语言变革——20世纪上半叶广东美术专题展”以及广东各时代的美术家作品展，作为对广东美术历史的整理。
2006年6月，广东美术馆与法国里昂美术馆合办投资700亿元的中国当代艺术展。这不仅是中法文化年的重要活动，也是迄今最大的中国当代艺术展。。
2017年6月，廣東美術百年大展學術委員會公佈了特別評選出的廣東百年美術史上的21位廣東美術大家，李鐵夫位列首位，其餘20人包括高劍父、何香凝、陳樹人、高奇峰、林風眠、趙少昂、關山月、羅工柳等。

## 出版物
广东美术馆的出版物包括各类美术专题研究及资料文献集，《美术馆》杂志以及广东美术馆年鉴。

## 开放时间
逢周一闭馆，其余节假日开放，开放时刻为9:00至17:00（法定节假日和特殊情况除外）。作为“免费日”活动的一部分，自2003年起，广东美术馆在每月第三周的周二免费开放。2005年起改为第三周的周三。如遇“特展”，则不免费，观众需购票参观。自2011年6月29日起，广东美术馆正式开始实行免费对外开放（特展不在免费开放之列）。